# No hay marcha en Nueva York
«No hay marcha en Nueva York», es el título del primer sencillo que se extrae del álbum Descanso dominical. Fue publicado en formato de sencillo de vinilo (7") incluyendo dos canciones y también como maxi sencillo (12") incluyendo tres temas.
Es una canción compuesta por José María Cano y es un tema que desmitifica un tanto el sueño neoyorquino que algunos llevan dentro, sobre todo los que no conocen esa ciudad. Vale la pena hacer la acotación que este tema pseudorrememora el swing de las canciones de los años 40: Introducción con saxo, batería con escobillas y agradables armonías vocales, elementos suficientes como para ir contándonos la historia. Mucho humor en la letra, muy común esto en algunas de las canciones escritas por José María para el grupo, recordemos casos como "Solo soy una persona", "Un poco loco", "No es serio este cementerio", "Stereosexual", por nombrar sólo cuatro ejemplos.

## Estructura de la canción
Esta canción tiene una estructura interna un tanto particular, poco frecuente en el mundo de la composición musical, ya que no posee una letra-estribillo propiamente dicha, sino que todos los versos que conforman la totalidad de la letra de la canción, se desarrollan en forma única, sin la repetición de ningún verso o estrofa.
En la mayoría de las canciones pop, dentro de la estructuración de la lírica, hay un párrafo cuya letra re-aparece varias veces a medida que la canción se desarrolla; a este párrafo especial se le llama estribillo: es la parte de la canción que se repite—mal llamado “coro” en español— “No hay marcha en Nueva York” no posee este estribillo en el estricto sentido de la palabra, “no hay una estrofa de letra repetitiva”; pero a nivel de la línea melódica (la “entonación” sobre la cual va la letra cuando se canta; no confundir con la música de la canción) si hay una estructura de estribillo simulada, sí hay una entonación que se repite cada tanto, más una estrofa con la letra-repetida, ¡no!.
"No hay marcha en Nueva York" fue adaptada al italiano e incluida como parte del repertorio del álbum "Figlio della Luna" (© y ℗ 1989) bajo el título de "Vado a Nueva York".